# Thèses d'avril
Le texte « Les Tâches du prolétariat dans la présente révolution », connu sous le titre de « Thèses d'Avril », est un article de Lénine paru dans le no 26 de la Pravda le 7 avril 1917, soit deux mois après la révolution de Février. De retour d'exil, Lénine, qui est arrivé à Petrograd dans la nuit du 3 au 4 avril, présente ces thèses à la réunion du Parti bolchevik du 4 avril.  

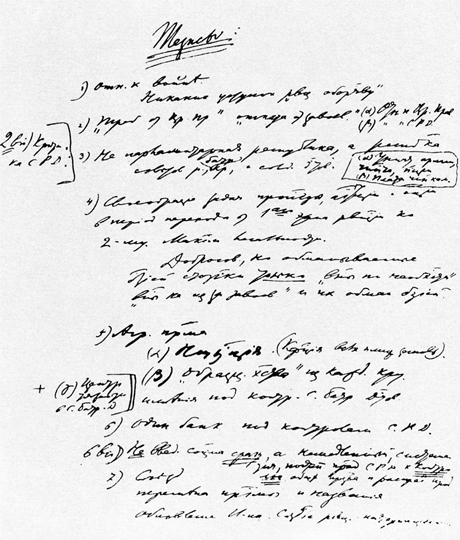
Manuscrit des thèses.

Dans les « Thèses d'avril », Lénine commence par caractériser la situation comme une « transition de la première étape de la révolution, qui a donné le pouvoir à la bourgeoisie par suite du degré insuffisant de conscience et d'organisation du prolétariat, à sa deuxième étape, qui doit donner le pouvoir au prolétariat et aux couches pauvres de la paysannerie. »
Il présente ensuite la tactique que le Parti doit adopter vis-à-vis de la guerre en cours et du gouvernement provisoire.

## Propositions
- "Fraternisation" sur le front[1];

- « Aucun soutien au Gouvernement provisoire ; démontrer le caractère entièrement mensonger de toutes ses promesses. »
- Reconnaissant que son parti est encore minoritaire, « tant que nous sommes en minorité, nous nous appliquons à critiquer et à expliquer les erreurs commises » par le gouvernement provisoire, et « expliquer patiemment, systématiquement, opiniâtrement » que « les Soviets des députés ouvriers sont la seule forme possible de gouvernement révolutionnaire ».
- Pour une république des « Soviets de députés ouvriers, salariés agricoles et paysans ». « Le traitement des fonctionnaires, élus et révocables à tout moment, ne doit pas excéder le salaire moyen d'un bon  ouvrier ».
- « Confiscation de toutes les terres des grands propriétaires fonciers » (cette mesure reprend le principe de l'anadasmos)
- « Fusion immédiate de toutes les banques du pays en une banque nationale unique placée sous le contrôle des soviets des députés ouvriers. »
- « Notre tâche immédiate est non pas d' « introduire » le socialisme, mais uniquement de passer tout de suite au contrôle de la production sociale et de la répartition des produits par les Soviets des députés ouvriers.
- « Prendre l'initiative de la création d'une Internationale révolutionnaire. »

La tâche du Parti doit être d'expliquer au prolétariat et aux couches pauvres de la paysannerie la nécessité de la prise du pouvoir politique sous la forme des soviets. Seule la révolution pourra sortir la Russie de la guerre impérialiste (« renonciation effective, et non verbale, à toute annexion »). Pour Lénine, les soviets doivent prendre le contrôle de l'économie :« Notre tâche immédiate est non pas d'« introduire » le socialisme, mais uniquement de passer tout de suite au contrôle de la production sociale et de la répartition des produits par les Soviets des députés ouvriers. »
Concernant la question agraire, Lénine demande la formation de soviets de paysans pauvres et la gestion des terres par les soviets d'ouvriers agricoles et de paysans.

## Citations
- "Démasquer le gouvernement au lieu d' "exiger" - chose inadmissible car ce serait semer l'illusion - que ce gouvernement, gouvernement de capitalistes, cesse d'être impérialiste."(in exposé de la thèse n°3)

« Tout le pouvoir aux soviets ! »